# Project Sekai: Colorful Stage! feat. Hatsune Miku
 (mars 2022).
La mise en forme du texte ne suit pas les recommandations de Wikipédia : il faut le « wikifier ».
Les points d'amélioration suivants sont les cas les plus fréquents. Le détail des points à revoir est peut-être précisé sur la page de discussion.
- Les titres sont pré-formatés par le logiciel. Ils ne sont ni en capitales, ni en gras.
- Le texte ne doit pas être écrit en capitales (les noms de famille non plus), ni en gras, ni en italique, ni en « petit »…
- Le gras n'est utilisé que pour surligner le titre de l'article dans l'introduction, une seule fois.
- L'italique est rarement utilisé : mots en langue étrangère, titres d'œuvres, noms de bateaux, etc.
- Les citations ne sont pas en italique mais en corps de texte normal. Elles sont entourées par des guillemets français : « et ».
- Les listes à puces sont à éviter, des paragraphes rédigés étant largement préférés. Les tableaux sont à réserver à la présentation de données structurées (résultats, etc.).
- Les appels de note de bas de page (petits chiffres en exposant, introduits par l'outil «  Source ») sont à placer entre la fin de phrase et le point final[comme ça].
- Les liens internes (vers d'autres articles de Wikipédia) sont à choisir avec parcimonie. Créez des liens vers des articles approfondissant le sujet. Les termes génériques sans rapport avec le sujet sont à éviter, ainsi que les répétitions de liens vers un même terme.
- Les liens externes sont à placer uniquement dans une section « Liens externes », à la fin de l'article. Ces liens sont à choisir avec parcimonie suivant les règles définies. Si un lien sert de source à l'article, son insertion dans le texte est à faire par les notes de bas de page.
- La présentation des références doit suivre les conventions bibliographiques. Il est recommandé d'utiliser les modèles {{Ouvrage}}, {{Chapitre}}, {{Article}}, {{Lien web}} et/ou {{Bibliographie}}. Le mode d'édition visuel peut mettre en forme automatiquement les références.
- Insérer une infobox (cadre d'informations à droite) n'est pas obligatoire pour parachever la mise en page.

Pour une aide détaillée, merci de consulter Aide:Wikification.
Si vous pensez que ces points ont été résolus, vous pouvez retirer ce bandeau et améliorer la mise en forme d'un autre article.
Hatsune Miku: Colorful Stage! est un jeu de rythme mobile japonais développé par Colorful Palette, studio de CyberAgent et publié par Sega. Le jeu est un spin-off de la série Hatsune Miku: Project DIVA de Sega et met en vedette les chanteurs virtuels Hatsune Miku, Megurine Luka, Kagamine Rin et Len, MEIKO et KAITO de Crypton Future Media, ainsi que le casting de 20 personnages humains originaux, qui sont divisés en cinq unités, chacune avec un thème unique. Situés dans le monde réel où les Chanteurs Virtuels n'existent que sous forme de fiction, les personnages rencontrent un autre monde appelé "Sekai", où divers "vrais sentiments" sont projetés. Annoncé dans un premier temps le 30 août 2019, le jeu est sorti pour les appareils Android et Apple le 30 septembre 2020 au Japon et utilise le moteur Piapro Studio NT et Unity pour les Chanteurs virtuels.

## Histoire

### Synopsis
Le jeu prend place à Shibuya, Tokyo. Une chanson du nom de "Untitled" apparaît sur le téléphone de plusieurs adolescents. Cette chanson permet d’accéder à "Sekai", un mystérieux monde où se retrouve différents Chanteurs virtuels déjà existant dans leur monde, tel que Hatsune Miku. Chaque Sekai est différent en fonction des "vrais sentiments" de ces personnes. L'histoire principale se concentre donc sur des personnages originaux devant découvrir leur "véritables sentiments" à l'aide des Chanteurs virtuels.
L'histoire principale se divise en 5 parties. Chaque partie se concentre sur un groupe différent. Chacun doivent trouver leur "véritables sentiments" ainsi "Untitled" deviendra une véritable chanson portant les émotions des personnages.

### Groupes
Il y a 5 groupes dans le jeu:
Leo/Need : Un groupe de rock constitué de 4 amies d'enfances ayant chacune des personnalités très différentes des unes des autres. Après s'être séparées dû à certaines circonstances au collège, elles sont rassemblées de nouveau au lycée après le retour de Saki. Elles se comportent néanmoins comme si elles ne se connaissaient pas. La découverte du School Sekai ainsi que de la Miku de ce Sekai les pousseront à surpasser leurs différences. Elles forment ensemble un groupe cherchant à résonner avec le cœur des gens.
More More Jump : Un groupe d'idols féminines constitué d'une fille rêvant de devenir une grande idol et de trois autres ayant perdu autrefois leurs rêves. Minori, souhaitant de devenir une idol similaire à Haruka, enchaîne les auditions en vain, sans pour autant abandonner. Bien qu'Haruka ait arrêté sa carrière, elle continue à passer des auditions chaque jour. Sa rencontre avec leur Sekai et d'une Miku idol la pousse à continuer à suivre ses rêves mais également à le redonner à celles qui les ont perdu. Elles forment un groupe voulant répondre l'espoir parmi leurs fans.
Vivid Bad Squad : Un groupe de hip-hop s'étant formé pour dépasser une légende. Kohane, une fille timide et introvertie se perd dans les ruelles de Shibuya une fois. Elle rencontre An, une musicienne expérimentée qui cherche à surpasser le "Rad Weekend", un évènement musical considéré comme une légende. Captivée par le talent de An, Kohane décide de rejoindre An dans sa quête. Associée avec deux autres musiciens expérimentés, Akito et Toya, ainsi motivés par la Miku de leur Sekai, le groupe cherche tous ensemble à comment surpasser cette légende.
Wonderlands X Showtime : Une troupe de théâtre composée de personnages à fortes personnalités. Cette troupe travaille dans un parc à thème nommé le Phoenix Wonderland, où ils performent sur le Wonder Stage. Tsukasa souhaitant de devenir une grande star internationale, postule à une audition pour travailler au Phoenix Wonderland. Se retrouvant à performer sur une scène déserte, lui et Emu partent à la recherche de membres pour faire revivre cette scène. Avec l'aide du Wonderland Sekai et de la Miku de ce monde, la troupe cherche à transmettre la joie et à faire sourire leurs spectateurs.
Nightcord at 25:00 : Un groupe créant de la musique en ligne. Les membres se réunissent à 25h (1h du matin) pour contribuer à leur manière à la création de leurs nouvelles chansons. Kanade, traumatisée par un incident du passé, forme ce groupe avec plusieurs connaissances dans l'espoir de sauver certaines personnes par leurs musiques. Découvrant chacun leur identité à travers l'Empty Sekai et la Miku de ce monde, ils rencontrent Mafuyu Asahina, un des membres du groupe, cherchant désespérément à trouver "son véritable soi". Kanade et son groupe décide de tout faire pour essayer de la sauver.

## Personnages

### Leo/Need
Leur Sekai se nomme le School Sekai, constitué de nombreuses salles de classe leur permettant de s'entraîner à la musique. A leur arrivée se trouve Miku et Megurine Luka leur venant de temps en temps en aide. Le symbole de leur groupe est une constellation, une référence de leur ancienne promesse de former un groupe toutes les 4.

#### Ichika Hoshino(星乃 一歌 Hoshino Ichika)
Doublée par: Ruriko Noguchi
Leadeuse du groupe ainsi que la vocaliste et la guitariste de celui-ci. Une jeune fille d'apparence cool, elle est en réalité plutôt réservée mais très douce et gentille envers les autres. Elle se soucie régulièrement de ses amies d'enfances et regrettent leur séparation d'autrefois. C'est également une immense fan d'Hatsune Miku, qu'elle rencontre à travers leur Sekai. Avec l'expérience, elle écrit les paroles pour les chansons de leur groupe et commence également à composer des chansons sur le logiciel d'Hatsune Miku.

#### Saki Tenma(天馬 咲希 Tenma Saki)
Doublée par: Karin Isobe
Claviériste du groupe. De nature souriante et joyeuse, elle adore ses amies et souhaite rattraper le temps perdu avec elles. Sa santé est fragile et lui demandait avant d'être régulièrement hospitalisée. C'est pendant cette période qu'elle perdit de vue ses amies. Maintenant de meilleure forme, elle prend l'initiative de former un groupe pour respecter leur ancienne promesse. Elle compose également les mélodies de leurs chansons maintenant. Elle est la petite sœur de Tsukasa.

#### Honami Mochizuki(望月 穂波 Mochizuki Honami)
Doublée par: Reina Ueda
Batteuse du groupe. Une personne très douce qui prend soin de ses amies d'enfances. Autrefois harcelée pendant le collège sur le fait qu'elle ne prenait aucun partie lors de conflits, elle s'est éloignée de ses amies pendant cette périodes. Dorénavant plus courageuse, elle est capable de prendre ses propre décisions grâce aux soutiens de celles-ci. Elle est considérée comme la pilier du groupe.

#### Shiho Hinomori(日野森 志歩 Hinomori Shiho)
Doublée par: Yuki Nakashima
Bassiste du groupe. Considérée comme une personne plutôt froide et associable, elle était autrefois solitaire et s'est éloignée de ses amies d'enfances. Avant incomprise, avec la présence de ses amies, elle poursuit son rêve de devenir une musicienne professionnelle avec son groupe . Ayant le plus d'expérience, c'est elle qui guide les décisions du groupe. Elle est la petite sœur de Shizuku.

### More More Jump
Leur Sekai est nommé le Stage Sekai, constitué de nombreuses scènes pour créer des performances éclairer par de nombreux sticks lumineux. Miku et Rin Kagamine sont présentes pour apporter leur soutien au groupe. Le titre de leur groupe utilise des couleurs brillantes pour symboliser l'espoir qu'elles veulent transmettre.

#### Minori Hanasato(花里 みのり Hanasato Minori)
Doublée par: Yui Ogura
Leadeuse du groupe. Minori est une travailleuse acharnée rêvant de devenir une idole comme son modèle Haruka. Elle est déterminée à suivre cette voie malgré les refus et sa maladresse. Elle est donc la seule à ne pas avoir d'expérience dans le milieu. Minori réussit néanmoins avec More More Jump à prouver sa détermination aux fans qui les regardent. Son ultime rêve est de pouvoir jouer avec son groupe au Dome Live, l'une des plus grandes salles de concert possible pour les idoles.

#### Haruka Kiritani(桐谷 遥 Kiritani Haruka)
Doublée par: Mayu Yoshioka
Ancienne membre du groupe désormais séparé 'ASRUN', elle fait désormais partie de More More Jump. Malgré sa forte popularité dans son ancien groupe, Haruka se retire de l'industrie après un incident. Elle retrouve néanmoins le désir de continuer son rêve grâce à Minori et aux autres. Elle consacre toute son énergie à la réalisation de leurs rêves.

#### Airi Momoi(桃井 愛莉 Momoi Airi)
Doublé par: Ai Furihata
Ancienne membre du groupe 'QT' et aujourd'hui membre de More More Jump. Elle possède une forte passion pour les idoles. Malgré celle-ci, elle s'est retirée de son ancienne agence. En voyant la détermination de Minori, Airi décide de reprendre son rêve en main. Ayant participé à de nombreuses émissions de variété, elle a de l'expérience en tant que MC. Elle aide également à la planification et aux gestions d'horaires de leurs activités.

#### Shizuku Hinomori(日野森 雫)
Doublée par: Rina Honnizumi
Ancienne membre du célèbre groupe 'Cheerful*Days' et membre actuelle de More More Jump. Elle quitte sans ancienne agence, se sentant mal au sein de son groupe à cause de la jalousie qu'elles ressentent envers elle. Vu autrefois comme parfaite par ses fans dû à l'image construite par son agence, Shizuku décide de montrer une nouvelle facette d'elle en rejoignant More More Jump. Elle est la grande sœur de Shiho.

### Vivid Bad Squad
Vivid Bad Squad est une fusion entre deux duos: Vivid de Kohane et An, et, Bad Dogs d'Akito et Toya. Leur Sekai est le Street Sekai, composé d'avenues dont les posters et graffitis du Rad Weekend placarde les murs. Un café sert de lieu de réunion où se retrouve Miku, Len Kagamine et Meiko pour leur donner conseils. Les vives couleurs de leur titre représente leur passion.

#### Kohane Azusawa(小豆沢 こはね Azusawa Kohane)
Doublée par: Akina
Leadeuse du groupe. D'une personnalité timide à la base, elle gagne confiance à travers le chant et ses performances. Captivée par la voix d'An, elle décide de la rejoindre dans sa quête pour dépasser le Rad Weekend. Avec l'association d'Akito et de Toya, elle et son groupe s'entraînent régulièrement pour dépasser cette légende.

#### An Shiraishi(白石 杏 Shiraishi An)
Doublée par: Tomomi Jiena Sumi
Jeune fille joyeuse et sincère, depuis qu'elle a vu le Rad Weekend, elle souhaite dépasser cet évènement devenu une légende. Impressionnée par les capacités de chant de Kohane, elle décide de s'associer avec elle pour poursuivre son rêve avec Akito et Toya. Elle travaille dans un café, le Weekend Garage tenu par son père, un des musiciens ayant performé au Rad Weekend.

#### Akito Shinonome(東雲 彰人 Shinonome Akito)
Doublé par: Fumiya Imai
Un jeune garçon travaillant de manière acharné pour dépasser le Rad Weekend auquel il a assisté. Il s'associe dans un premier temps avec Toya en formant Bad Dogs avant de rejoindre Kohane et An. Inspiré par un fort désir, il cherche sans cesse à se surpasser pour espérer d'atteindre le niveau nécessaire pour dépasser cette légende. Il est le petit frère d'Ena.

#### Toya Aoyagi(青柳 冬弥 Aoyagi Toya)
Doublé par: Kent Itō
Considéré comme un génie de la musique, il s'est associé avec Akito pour surpasser le Rad Weekend. Ayant des tensions avec son père le forçant à pratiquer la musique classique, il cherche à prouver sa valeur à travers un autre style de musique. Grâce à ses connaissances en musiques, il apporte sa contribution à leur quête, en essayant même de composer leurs propres chansons.

### Wonderland x Showtime
Leur Sekai, le Wonderland Sekai est créé à partir des sentiments de Tsukasa. Rempli d'attractions et de divers éléments excentriques, Miku et Kaito les guident dans leurs spectacles. La dominance du jaune fluo dans leur titre représente leur joie qu'ils cherchent à transmettre à leurs spectateurs.

#### Tsukasa Tenma(天馬 司 Tenma Tsukasa)
Doublé par: Daisuke Hirose
Leader de la troupe. C'est un jeune garçon d'apparence excentrique et s'exprimant régulièrement bruyamment. Il cherche à devenir une star mondialement connu depuis qu'il est enfant. Il décide de travailler à mi-temps au Phoenix Wonderland pour gagner en expérience. Il cherche toujours à en apprendre plus pour atteindre son rêve. Il approfondit son apprentissage et tout en voulant découvrir le monde. C'est le grand frère de Saki.

#### Emu Otori(木野 日菜 Otori Emu)
Doublée par: Hina kino
Une jeune fille brillante et innocente, elle est une des actrices de la troupe. Elle fait partie de la famille tenant le parc Phoenix Wonderland qu'elle cherche à protéger à tout prix. Voulant tenir la promesse faite à son grand-père, elle souhaite faire revivre le Wonderland Stage à l'aide de Tsukasa et le reste de la troupe.

#### Nene Kusanagi(草薙 寧々 Kusanagi Nene)
Doublée par: Machico
Une fille timide mais rêvant de devenir une grande comédienne mondialement connue. Ayant perdu autrefois toute confiance en elle après une erreur dans l'un de ses spectacles, elle rejoint la troupe sous la demande de Rui. Elle retrouve son rêve et sa passion pour la comédie musicale, notamment pour le chant. Elle désir d'élargir son expérience pour cela. Elle possède également un robot à son effigie du nom de Nene-Robot qu'elle utilise au début pour s'exprimer.

#### Rui Kamishiro(神代 類 Kamishiro Rui)
Doublée par: Shun'ichi Toki
Réalisateur de la troupe. Rui est un garçon excentrique ayant de nombreuses idées jugées comme farfelues voire dangereuses. Rejeté par ses idées incomprises, il met en place des spectacles solos avant de rejoindre la troupe sous la demande de Tsukasa. Autrefois solitaire, il trouve sa place parmi la troupe. Il bricole régulièrement des robots et différents gadgets pour leurs spectacles.

### Nightcord at 25:00
Identifié comme un groupe mystérieux où chaque membre souhaiterait de disparaître, leur Sekai est l'Empty Sekai créé à partir des sentiments de Mafuyu. Ce Sekai est décrit comme apportant une certaine quiétude où se retrouve Miku leur tenant compagnie. Leur titre violet foncé représente leur traumatise subi. Le tchat en ligne utilisé par les membres est une référence à Discord dans le monde réel.

#### Kanade Yoisaki(宵崎 奏 Yoisaki Kanade)
Doublée par: Tomori Kusunoki
Leadeuse du groupe et créatrice de leur cercle. C'est elle qui compose la musique de leur groupe. Elle est de nature calme. Elle a vécu un puissant traumatisme relié à sa famille. À la suite de cela, elle consacre tout son temps à composer des musiques et chansons qui puissent toucher et sauver les gens qui l'écoutent. Après avoir découvert la situation de Mafuyu, elle souhaite de tout faire pour la sauver.

#### Mafuyu Asahina(朝比奈 まふゆ Asahina Mafuyu)
Doublé par: Rui Tabane
Elle est la personne chargée de l'écriture des paroles. Mafuyu est en apparence une fille parfaite et exemplaire, suivant les exigences de sa mère. Mais en réalité elle ne sait pas qui elle est elle-même, provoquant une profonde détresse chez elle. Elle espère à travers le groupe de trouver la réponse qu'elle cherche.

#### Ena Shinonome(東雲 絵名 Shinonome Ena)
Doublée par: Minori Suzuki
Illustratrice du groupe. Une jeune fille franche, elle est frustrée par son manque de talent dans le dessin et de la comparaison faite avec son père, un célèbre artiste. Elle reste néanmoins déterminée malgré les critiques pour s'améliorer en contribuant aux musiques de Kanade qu'elle admire. Jalouse du talent de Mafuyu, elle veille quand même sur elle comme une amie. C'est la grande sœur d'Akito.

#### Mizuki Akiyama(暁山 瑞希 Akiyama Mizuki)
Doublé par: Hinata Satō
Mizuki est la personne chargée du montage du groupe. Aimant les choses mignonnes, Mizuki a une personnalité en apparence joueuse et extravertie. Mizuki attiré par les musiques de Kanade, décide de l'aider dans la création des musiques du groupe. Ce personnage a néanmoins des secrets qu'elle n'arrive pas à partager encore à son groupe. Le genre de Mizuki est pour l'instant inconnu officiellement.

## Versions
Une version anglaise du jeu est sortie dans le monde entier le 7 décembre 2021,. Une version chinoise traditionnelle pour Taïwan, Hong Kong et Macao, publiée par Ariel Network, est sortie le 30 septembre 2021,. En outre, le jeu est disponible en polonais, letton, coréen et dans d'autres langues.

## Style de jeu
Project Sekai est un jeu de rythme jouable en 3 modes. Le gameplay consiste à appuyer sur des touches au bon moment, tout comme Bandori. Si le joueur rate, il y aura marqué "miss" ou "bad" ce qui fera perdre de la vie et le combo. La marque "good" fera perdre le combo uniquement. Les marques "great" et "perfect" augmentent le combo de 1. Le joueur a la possibilité de choisir entre 5 difficultés: Easy, Normal, Hard, Expert et Master. Une difficulté spécial, Append, est rajoutée sur la 3.0.0 sur la version japonaise et la version Global 
Solo Live : Mode de jeu en solo. Si le joueur n'a plus de vie, tout s'arrête à moins de payer une somme de 10 cristaux. La vitesse des notes et la composition de l'équipe peuvent être changées avant chaque show.
Multi-Live : Le jeu multijoueur permet de jouer en privé ou pas et de gagner des charms et des gems. Même si le joueur n'a plus de vie, le jeu continue. Il y a deux sous-catégories : la general room et la pro room. La pro room est joignable seulement si le talent de l'équipe du joueur possède assez de talents.
Challenge : Jeu solo permettant d'augmenter le talent de ses personnages (un par jour).
Rank Match : Combat en 1vs1 pour monter dans le classement des joueurs. Le nombre de "perfect" est utilisé pour départager les joueurs lors d'un match.
Le jeu comporte également un système d'événements et de gacha, permettant d'invoquer des cartes à utiliser pendant les shows. Les cartes sont divisées en plusieurs niveaux : 4 étoiles (comportant généralement un costume et parfois une coupe de cheveux associée dans le cas d'événements limités), 3 étoiles et 2 étoiles (les deux ne comportant ni costume ni coiffure). Une invocation d'une seule carte coûte 300 cristaux, celle de 10 cartes, garantissant l'obtention d'une 3 étoiles ou plus, coûte 3000 cristaux. Le taux d'apparition d'une carte 4 étoiles est de 3%, sauf pendant les événements particuliers comme ceux du Nouvel An, du Mi-Anniversaire (vers mars/avril), début Juillet et de l'Anniversaire (aux alentours de septembre/octobre) où il passe à 6%.
Chaque événement a une durée variable de minimum une semaine et est accompagné de trois nouvelles cartes 4 étoiles à invoquer, ainsi qu'une nouvelle 3 étoiles et une nouvelle 2 étoiles qu'il est possible d'acheter dans la boutique temporaire. Les cartes en bannière ainsi que la boutique changent une fois l'événement terminé. Ce dernier se termine par un "After Live" disponible un seul jour, soit un show virtuel dans lequel les personnages impliqués dans l'événement discutent et interprètent l'une de leurs chansons. Assister à ce live fait gagner 300 cristaux et un "stamp" en rapport avec l'événement, un petit sticker exprimant une émotion et utilisable pour communiquer pendant les parties en multijoueurs.
À chaque fin de mois, il y a un événement spécial avec des cartes 4 étoiles limitées, c'est-à-dire que l'on ne pourra plus avoir par le biais d'autres événements (comme c'est le cas pour les évènements "normaux"), à moins que cet événement ne revienne. Ces cartes limitées comportent généralement chacune un costume et une coiffure spéciale.

## Réception
Le 26 juillet 2021, le jeu atteint les 5 millions de joueurs enregistrés. Le jeu reçoit globalement des critiques positifs par les utilisateurs. Il est classé 9ème dans les jeux ayant eu le plus d'interactions sur la plateforme Twitter pendant l'année 2021.

## Événements réels
Concert
Actuellement, le jeu propose deux types de concerts en direct : Sekai Symphony et Colorful Link.